# Negative Emissionen
Negative Emissionen – auch als Greenhouse Gas Removal (GGR) bezeichnet – sind Ansätze zur Entnahme von Treibhausgasen aus der Atmosphäre. Sie sind ein elementarer Bestandteil des Konzepts einer Treibhausgasbilanz von Netto-Null, da dabei von menschlichen Aktivitäten ausgestoßene Resttreibhausgasemissionen durch von menschlichen Aktivitäten realisierte negative Emissionen Metrik-gewichtet vollständig ausgeglichen werden.
Negativemissionstechnologien oder Negative-Emissionen-Technologien (anhörenⓘ, englisch negative emission technologies, kurz NET oder NETs) umfassen natürliche und rein technische Ansätze, welche mittels biologischer, physikalischer und chemischer Prozesse die Treibhausgaskonzentration in der Atmosphäre reduzieren. Angesichts von Netto-Null Treibhausgasemissions-Zielen hat die CO2-Entnahme in der Klimapolitik hohe Bedeutung.
Das 2015 vereinbarte 1,5-Grad-Ziel lässt sich ohne negative Emissionen wahrscheinlich nicht mehr einhalten. Wichtig sind dabei die Annahmen unter welchen diese Aussagen getroffen werden. Beispielsweise weißen Studien darauf hin, dass Negative Emissionen unter der Voraussetzung des Wirtschaftswachstums notwendig sind. In Degrowth Szenarien spielen Negative Emissionen allerdings eine geringer Rolle. Klimawirksam sind negative Emissionen nur dann, wenn dabei gebundene Treibhausgase langfristig nicht zurück in die Atmosphäre gelangen, diese permanente Entnahme muss durch robuste Zertifizierungsinstrumente sichergestellt werden. Abscheidung und Speicherung von CO2 erfordert Endlager für ähnliche Mengen von Kohlenstoff, wie aus der Erde geholt werden, in beliebiger Modifikation oder chemischer Verbindung.
In einer ersten globalen CDR-Studie wurde 2023 der Umfang der aktuellen negativen CO2-Emissionen durch technische CO2-Entnahmeverfahren auf zwei Millionen Tonnen pro Jahr geschätzt. Das entspricht ca. 0,005 % der jährlichen CO2-Emissionen. Die negativen CO2-Emissionen durch Aufforstung, Wiederaufforstung und der nachhaltigen Bewirtschaftung bestehender Wälder liegen zwar gegenüber den technischen Verfahren um den Faktor 1000 höher, können jedoch nicht beliebig gesteigert werden. Wenn steigende Temperaturen und Trockenheit dem Wald weiter schaden, wird erwartet, dass geologische und andere technische Verfahren umso wichtiger werden.
Würden die negativen Emissionen die Resttreibhausgasemissionen übersteigen, würde von netto-negativen Treibhausgasemissionen gesprochen. Negative CO2-Emissionen – auch als Carbon Dioxide Removal (CDR) bezeichnet – ist eine Untergruppe von negativen Emissionen, welche eine Entnahme von CO2 aus der Atmosphäre bewirken.
Je nach Umfang und Auswirkung der vorgeschlagenen Prozesse für negative Emissionen werden sie zu den Technologien des Geoengineering gezählt.

## Hintergrund
Klimawissenschaftler gehen von einem CO2-Budget aus, bei dessen Überschreitung unvorhersehbare Folgen eintreten würden, etwa der Zustand des Treibhauses Erde, der zu für den Menschen lebensfeindlichen Bedingungen führen würde. Bei einem im Jahr 2017 durchschnittlichen Ausstoß von ca. 40 Gigatonnen CO2-Äquivalent (Gt CO2eq) pro Jahr verbleiben der Menschheit ab diesem Jahr im Falle einer ausbleibenden Veränderung des Ausstoßes je nach angenommenem CO2-Budget noch etwa 20 bis 30 Jahre, bis dieses Budget ausgeschöpft ist; danach dürften wegen der nur sehr langfristigen Absorbierung von Treibhausgasen durch das Erdsystem über Jahrtausende keinerlei Treibhausgase mehr ausgestoßen werden. Um auch langfristig das Klimasystem für die menschliche Spezies in einem angemessenen Rahmen zu halten, ist somit ein rascher Verzicht auf Treibhausgase vonnöten. Es ist im Rahmen der Klimakrise jedoch davon auszugehen, dass für die Stabilisierung der Erderwärmung auf 1,5 °C (1,5-Grad-Ziel), wie sie im Paris-Abkommen angestrebt wird, eine sehr schnelle Dekarbonisierung und Energieeinsparungen nicht ausreichend sind, sondern der Atmosphäre zudem mit negativen Emissionen Kohlenstoffdioxid entzogen werden muss. Hierbei geht es somit nicht um eine Vermeidung künftiger Emissionen, sondern eine „Rückgängigmachung“ vergangener Emissionen. Auch in den meisten Szenarien zur Einhaltung des Zwei-Grad-Ziels sind mittlerweile (2016) negative Emissionen und damit der großtechnische Einsatz von NET erforderlich.
Der Klimawissenschaftler Glen Peters monierte schon 2017, dass über die negativen Emissionen zu wenig geredet würde und sie erst langsam verstanden würden: „Es wimmelt in den Medien von Bildern, die Windkraftanlagen und Sonnenkollektoren zeigen. Das ist schön und gut, aber wenn wir die im Übereinkommen von Paris festgelegten Ziele erreichen wollen, sind sogenannte negative Emissionen erforderlich.“
Im Jahr 2022 schien das 1,5-Grad-Ziel laut dem Wissenschaftsmagazin Scientific American oder auch dem Emissions Gap Report der UNO kaum mehr realistisch. Die NZZ schrieb, der politische Wille für Massanahmen, die das Ziel noch erreichen könnten, sei nicht vorhanden.
So war 2024 absehbar, dass das Maximalbudget des 1,5-Grad-Ziels überschritten würde und ein Überschuss an Emissionen angehäuft würde, der abgebaut werden muss. Die Kosten der 2024 verfügbaren Abscheidungsverfahren lagen laut Boston Consulting Group so hoch, dass es 1800 bis 3000 Dollar kostete, das auf einem Flug von Europa auf die Malediven pro Passagier anfallenden CO2 zu entfernen. Zwar könne sich der Preis noch reduzieren, aber auch dann würde ein Halbes bis ein Prozent der weltweiten Wirtschaftsleistung für negative Emissionen ausgeben werden müssen. Reto Knutti wies darauf hin, dass es so oder so viel Geld brauche; entweder für die Abscheidung, oder aber, falls man darauf verzichten wolle, für höhere Schäden bei Elementarschadensereignissen. Der WWF Schweiz schlug für diese nirgends kalkulierten Aufwendungen einen Klimafonds vor, der nach dem Verursacherprinzip von den jetzigen Verbrauchern befüllt werden müsste.
Integrierte Bewertungsmodelle stellen das Rückgrat der Arbeitsgruppe 3 des Weltklimarats dar. Die Implementierung von Negativen Emissionen in diese Modelle hat entscheidend zum Agenda Setting in der Globalen Politik beigetragen. In anderen Worten, die Möglichen Szenarien stelle nicht alle möglichen Szenarien dar und sind geprägt von Macht Verhältnisse und den bestehenden Governance Strukturen. Aus diesem Gründen gibt es eine Vielzahl von Studien aus dem Feld der Science and Technology Studies, welche die Beforschung von Negativen Emissionen untersuchen. In diesem Kontext stellen Negative Emissionen ein Phänomen der Co-Produktion von Wissen dar. Laut Sheila Jasanoff bezeichnet Co-Produktion die gemeinsame Produktion von Wissen und Zukunftsideen. Damit macht sie deutlich, dass wissenschaftliche Ideen und die damit verbundenen technologischen Artefakte wie Modelle zusammen mit den Repräsentationen, Identitäten, Diskursen und Institutionen entwickeln, die den Ideen und Objekten praktische Wirkung und Bedeutung verleihen. In dieser Sichtweise bieten Expertenorganisationen keine neutrale, faktische Grundlage für die Politik, sondern vielmehr eine Reihe von performativen und sich wiederholenden Bewertungspraktiken, die die Politik, die sie zu bewerten versuchen, formen. Stellt sich aktuelle Forschung die Frage in wie Fern, Integrierte Bewertungsmodelle und Handlungsansätze, wie Negative Emissionen, auch ganz andere alternative Zukünfte Erfoschen können.

## Techniken
Es gibt Vorschläge zu biologischen, chemischen und physikalischen Verfahren, wie das CO2 aus der Atmosphäre entfernt werden könnte. Viele der bis 2013 vorgeschlagenen Verfahren waren laut einer damaligen Einschätzung langsam, oder bedurften eines großtechnischen Einsatzes von wahrscheinlich mehr als 100 Jahren, um atmosphärische CO2-Konzentrationen signifikant zu verringern:
- Aufforstung und Wiederaufforstung[28]
- Gewinnung von Bioenergie mit CO2-Abscheidung und -Speicherung (BECCS)[28]
- unterirdische Einlagerung von Holz, 2008 vorgeschlagen[29] und 2010 abgewogen.[30]
- Herstellung von Biokohle[28][31]
- Ozeandüngung[28] z. B. mittels Eisen
- elektrochemische Prozesse, die CO2 aus dem Meerwasser ziehen[32][33]
- Pyrogene CO2-Abscheidung und -Speicherung (PyCCS)[34][31] (auch in kleinen Maßstäben anwendbar)
- modifizierte Verwitterungsverfahren (Enhanced Weathering)[28]
- Gewinnung von Kohlenstoff aus der Umgebungsluft, Abscheidung und Lagerung (DACCS)[28][35]
- Nutzung von Holz und Karbonmaterialien statt Beton und Stahl bei der Errichtung von Neubauten
- CO2-Speicherung in Betongranulat für die Herstellung von Beton aus Sekundärrohstoffen[36]

Unter gewissen Umständen lassen sich auch mit der Power-to-Gas-Technologie negative Emissionen erzielen. Dies ist beispielsweise dann der Fall, wenn das Kohlenstoffdioxid für die Methanisierung aus der Luft gewonnen wird und das synthetisierte Methan später in einem Kraftwerk mit CO2-Abscheidung und -Speicherung verbrannt wird.
Führende Klimawissenschaftler gehen davon aus, dass zur Einhaltung des Zwei-Grad-Ziels ab dem Jahr 2030 alle Gebäudekonstruktionen CO2-neutral oder CO2-negativ sein müssten. Hierfür müsste die Bauwirtschaft entweder emissionsfreien Beton oder Stahl einsetzen oder diese Materialien durch emissionsfreie oder emissionsnegative Stoffe wie Holz (siehe Holzbau) oder Gesteine ersetzen. Denkbar ist ebenfalls, dass die Betonnutzung langfristig zu negativen Emissionen führen könnte, da Beton im Laufe der Zeit durch Karbonatisierung Kohlendioxid aus der Luft aufnimmt. Dies ist jedoch nur dann möglich, wenn die Energieversorgung der Zementherstellung auf emissionsfreie Quellen umgestellt und das bei der Zementproduktion prozessbedingt anfallende Kohlendioxid abgeschieden und dauerhaft gespeichert würde. Durch die weite Verbreitung von Recyclingbeton in der Schweiz wurden dort Produktionsprozesse entwickelt, welche die CO2-Speicherung im Betongranulat ermöglichen.

## Chancen und Risiken
Gegenwärtig nehmen die Meere und die Biosphäre etwa die Hälfte der menschlichen CO2-Emissionen rasch wieder aus der Atmosphäre auf. Dadurch dämpfen sie einerseits den Anstieg der atmosphärischen CO2-Konzentrationen, andererseits kommt es zur Versauerung der Meere und zu Wirkungen auf das Pflanzenwachstum. Negativemissionstechnologien wirken auch diesen beiden Effekten entgegen: Bei einer Abnahme der CO2-Konzentrationen würden Meere und Biosphäre einen Teil des gespeicherten CO2 wieder in die Atmosphäre abgeben. Wegen dieses Rebound-Effektes muss mit Carbon Dioxide Removal (CDR) aber für eine gewünschte CO2-Reduzierung in der Atmosphäre in etwa das Doppelte an CO2 entfernt werden.
Je nach Technologie dienen verschiedene Reservoirs als Speicher des aus der Atmosphäre entfernten Kohlenstoffs. Reservoirs unterscheiden sich in ihrer Speicherkapazität und der Dauer, mit der sie Kohlenstoff speichern. Reservoirs, in denen Kohlenstoff mindestens über zehntausende Jahre eingeschlossen ist, bezeichnet man als permanent. Das Speichern von Kohlenstoff in nicht-permanenten Reservoirs wirkt eher verzögernd als verhindernd auf die Erderwärmung. Geologische Reservoirs könnten den Kohlenstoff permanent speichern, während land- oder ozeanbasierte Reservoirs nicht als permanent gelten. Besonders bei landbasierten Reservoirs (Böden, Biosphäre) besteht zudem das Risiko, dass bei einem weiteren Klimawandel CO2 wieder schneller freigesetzt wird. Geologische und ozeanische Reservoirs könnten mehrere tausend Gigatonnen (Gt) Kohlenstoff aufnehmen, landbasierte grob 200 Gt. Zum Vergleich: Die energiebedingten CO2-Emissionen – also ohne Zementproduktion, Landnutzungsänderungen und ohne andere Treibhausgase – betrugen 2017 etwa 32,5 Gt, das entspricht ungefähr 8,9 Gt Kohlenstoff.
Für die Klimapolitik war es laut einer Einschätzung von 2016 deutlich attraktiver, auf negative Emissionen in der Zukunft zu hoffen, als eine schnelle und weitreichende Dekarbonisierungspolitik einzuleiten. Hierbei bestand die große Gefahr, dass negative Emissionstechnologien wie insbesondere BECCS aufgrund vielfältiger Probleme wie z. B. dem enormen Flächenverbrauch nicht großflächig eingesetzt werden können und damit die damalige zögerliche Klimaschutzpolitik die Welt auf eine starke globale Erwärmung im Bereich von 4 °C schicken würde. Dies würde insbesondere Gesellschaften treffen, die selbst wenig Emissionen verursachen, zugleich aber besonders anfällig für einen schnellen Klimawandel sind. Klimaforscher wie Kevin Anderson und Glen Peters betonten daher, dass negative Emissionstechnologien keine Versicherungsstrategie seien, sondern vielmehr ein ungerechtes und hochriskantes Glücksspiel, das nicht die Grundlage für eine Klimaschutzstrategie sein sollte.
Eine weitere 2016 erschienene Review-Studie, die die Potentiale und Risiken verschiedener Negativ-Emissions-Technologien systematisch untersuchte, hielt es für risikoreich, von vorneherein den Einsatz negativer Emissionstechnologien anzustreben, da es keine derartigen Technologien gab, mit denen das Zwei-Grad-Ziel ohne erhebliche negativen Auswirkungen auf den Verbrauch von Flächen, Energie, Wasser, Nährstoffen oder auf die Kosten oder durch Eingriffe in die Albedo erreicht werden könne. Plan A müsse daher immer die sofortige und schnelle Reduzierung der heutigen Treibhausgasemissionen durch Dekarbonisierung der Wirtschaft sein und nicht das Hoffen auf negative Emissionen in der Zukunft.
Für Jan Minx hätten 2018 den Bereichen Innovation, Markteinführung und Marktpenetration schon größere Fortschritte erreicht sein müssen, als dies der Fall war. Diese Dringlichkeit spiegle sich laut Jan Minx jedoch weder in der wissenschaftlichen Literatur noch im politischen Diskurs wider.
Andreas Malm und Wim Carton (beide Universität Lund) sahen das erhebliche Risiko von Negativemissionstechnologien, als Rechtfertigung für bisherige Lebens- und Produktionsstile zu dienen, Investitionskapital zu binden und Transformationsprozesse zum klimaneutralen Wirtschaften zu verlangsamen. Da die Technologie aber bereits in Entwicklung sei, schlugen sie 2021 eine Durchsetzung des Verursacherprinzips vor, das Großunternehmen und Industrie zur Bindung ihrer Emissionen verpflichte. Staaten könnten die Breitenwirksamkeit und Innovationsgeschwindigkeit unterstützen, indem sie geistiges Eigentum von CDR-Technologien erwerben und vergesellschaften. Ergänzend empfahlen sie weitere Maßnahmen wie die anteilige Umstellung der Automobilindustrie auf derartige Technologien und die Renaturierung und natürliche CO2-Sequestrierung von bisher zur Fleischwirtschaft genutzten Flächen.
Bei der Gestaltung neuer Politikinstrumente sind die nationalen Kontexte von großer Bedeutung – so stellen sich in großen Emittenten des „Globalen Südens“ andere politische Herausforderungen als in OECD-Ländern.
Da die natürlichen Kohlenstoffsenken zunehmend verloren gehen, empfiehlt eine Arbeitsgruppe der Science for Future die umgehende Einführung eines Ziels für negative Emissionen. Um die Biosphäre zu stabilisieren, sollten bis Mitte des Jahrhunderts 10 Gigatonnen und bis zum Ende des Jahrhunderts 1000 Gigatonnen CO2 eliminiert werden. Dies entspricht 2/3 der bisher emittierten Menge an CO2 aus der Verbrennung von fossilen Brennstoffen. Für die Umsetzung in Deutschland sieht die Arbeitsgruppe das größte Potential bei der beschleunigten Verwitterung, da mit der Umsetzung umgehend begonnen werden könne und die politische Durchsetzungsfähigkeit wahrscheinlich erscheint. Daneben von Bedeutung sind die Wiedervernässung von Mooren, der Humusaufbau, der Einsatz von Pflanzenkohle und die Aufforstung und Begrünung.

## Kosten
In einem 2016 publizierten Review in Nature Climate Change wurden die Kosten verschiedener negativer Emissionstechnologien analysiert, wobei es je nach Technologie erhebliche Bandbreiten gab. Die Kosten für die direkte Abscheidung von Kohlendioxid aus der Luft (DAC) wurden mit 1.600–2.080 US-Dollar je Tonne CO2eq angegeben, während für BECCS für das Jahr 2100 bei großen Schwankungen ein mittlerer Wert von 132 US-Dollar je Tonne CO2eq ermittelt wurde. Die Aufforstung und Wiederaufforstung von Wäldern verursacht demnach ebenfalls für das Jahr 2100 zwischen 65 und 108 US-Dollar pro Tonne CO2eq, mit einem mittleren Wert von 87 US-Dollar, während die Kosten der künstlichen Verwitterung mit ca. 88 bis 2120 US-Dollar pro Tonne CO2eq angegeben werden. Eine Studie aus dem Jahr 2018 kommt zum Ergebnis, dass die Kosten für negative Emissionen durch künstliche Verwitterung von Dunit bei 60 US-Dollar pro Tonne CO2 liegen und im Falle von Basalt bei 200 US-Dollar pro Tonne CO2.
Forscher der Firma Carbon Engineering errechneten für das DACCS-Verfahren 2018 Kosten von 94–232 US-Dollar pro aufgenommene Tonne CO2. Vor dieser Berechnung wurden laut Berichten von Medien wie unter anderem Nature für das Entfernen von CO2 aus der normalen Luft größere Kosten angenommen, nämlich 600 US-Dollar, errechnet 2011 von der American Physical Society. Es wird angenommen, dass, wenn die Technik fortgeschrittener ist, die Kosten sinken. Eine andere Firma, Climeworks, behauptet, dass sie mit ihrer Technik in fünf bis zehn Jahren unter 100 US-Dollar kommen könnten; aktuell lägen sie noch bei 600 US-Dollar. Die Kosten von 94 US-Dollar liegen allerdings über dem aktuellen Marktpreis für CO2-Einsparung und sind nicht rentabel.
Tabelle:
| Methode                                                                                                   | Potential Gt CO2/Jahr | Kosten US$/t CO2 | Speicherungsdauer    |
| --- | --------------------- | ---------------- | -------------------- |
| (Wieder-)Aufforstung                                                                                      | 0,5–10                | 0–50             | Dekaden–Jahrhunderte |
| Biomasse-Verbrennung (bzw. Vergärung) und CO2-Einlagerung (BECCS)                                         | 0,5–11                | 100–200          | Jahrtausende         |
| Ozean-Alkalisierung                                                                                       | 1–100                 | 14–500           | Jahrhunderte         |
| Beschleunigte Verwitterung von z. B. Basalt                                                               | 2–4                   | 50–200           | Jahrhunderte         |
| Biomasse-Verkohlung (Pflanzenkohle / Pyrolyse (PyCCS))                                                    | 0,3–6,6               | 30–120           | Jahrhunderte         |
| Veränderte Landnutzung (Renaturierung der Mooren, Humusaufbau, Tierzucht, Lebensmittelverschwendung etc.) | 2–5                   | 0–100            | Jahre bis Jahrzehnte |
| CO2-Filterung aus der Luft und Einlagerung (DACCS)                                                        | 5–40                  | 100–300          | Jahrtausende         |

Quelle: zitiert nach: